# Escudo de Guasave

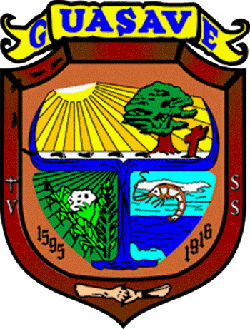
Escudo Oficial del Municipio de Guasave.

El escudo de armas de Guasave fue diseñado por Heriberto Castro Esparza. Tiene forma de corazón que simboliza la tradición que existe en el noroeste de México de llamar a Guasave, "El corazón agrícola de México". En la parte superior izquierda podemos encontrar al sol que simboliza el clima cálido de la región.
Se observa un afluente con dos brazos que representan al río Sinaloa y el arroyo de Ocoroni, los cuales sirvieron de base a Hernando de Villafañe para fundar Guasave. Las pequeñas huellas marcadas simbolizan a los indios peregrinando hacia los misioneros que los buscaban para convertirlos al catolicismo. En la parte superior derecha se aprecia un árbol frondoso y a su pie una cruz que representan al macapule y al cristianismo respectivamente.
En la parte izquierda baja se encuentra un valle agrícola, irrigado completamente por los ríos Petatlán (Sinaloa), Fuerte y el arroyo de Ocoroni. La parte derecha baja simboliza una de las principales actividades del municipio, la pesca.

## Marco del escudo
- Una cruz que simboliza la fe cristiana.
- Una V representando la vida.
- Dos S las cuales simbolizan el deseo de superación y cariño por las tierras agrícolas de Guasave.
- Dos brazos unidos que representan la unión de dos culturas (españoles y Cahítas).